# Vicente Martínez-Pujalte
Vicente Antonio Martínez-Pujalte López (Murcia, 11 de enero de 1956) es un político español, que entre 1993 y 2016 ejerció como diputado en el Congreso de los Diputados representando al Grupo Parlamentario Popular. 
En ese largo periodo como diputado, realizó 1127 intervenciones parlamentarias, fue ponente de las 16 Leyes de Presupuestos Generales del Estado de los años 1996 a 2011, así como de la Ley de Derechos y Garantías del Contribuyente del año 1998. Formó parte de la Comisión de Economía del Congreso de los Diputados desde la V a la X legislatura. 
Portavoz adjunto del Grupo Parlamentario Popular en la VII y VIII legislaturas.
Fue el primer diputado en ser expulsado del Congreso de los Diputados, tras haber sido llamado al orden en tres ocasiones. Desde 1976 hasta el año 2006, nadie había sido expulsado de la cámara baja. En 2015, según el diario El País, Pujalte habría cobrado 75 000 € de manera irregular de la empresa constructora Grupo Collosa a través de la suya propia, en el marco de un caso de corrupción en Castilla y León destapado e investigado por la Agencia Tributaria.
Realizó la tesis doctoral bajo la dirección del Profesor Jesús Esteban con el título: La financiación de las autonomías: el poder financiero de las Comunidades Autónomas. Que presentó en 2007 ante el tribunal presidido por el profesor D. Manuel Lagares. 
Técnico economista de la Cámara Comercio de Valencia, desde marzo de 1985 a diciembre de 2015, con las excepciones de excedencia especial motivadas por su actividad como Diputado. 
Profesor asociado del Departamento de Economía Financiera y Contabilidad de la Universidad de Valencia de octubre de 1988 a septiembre de 1993.
Ha sido además vicepresidente del Levante UD.
Fue investigado por presuntos delitos de falsedad documental y cohecho por su actividad en su consultora Sirga Siglo XXI y que presuntamente facturó a empresarios del PP por trabajos inexistentes. Según publicó eldiario.es, Pujalte ingresó 3,5 millones de euros en 2015 mientras aún era parlamentario. Una cantidad de dinero que no aparecía en sus cuentas y que no se correspondía con la facturación de la consultora Sirga XXI, de la que es socio, ni por su sueldo como diputado.
El 26 de abril de 2016, cuando ya no era diputado (la X legislatura finalizó en enero de 2016 y a en las elecciones de la XI no concurrió), se presentó una denuncia por la Fiscalía de Valladolid, en relación con las actividades de la sociedad Sirga XXI entre 2008 y 2015, contra un grupo de más de veinte personas entre las que se encontraba.
Esa actividad dentro de la sociedad Sirga XXI, era compatible con la condición de diputado. De hecho, fue aprobada por la Comisión del Estatuto del diputado y ratificada por el Pleno del Congreso en octubre de 2008.
Finalmente, el 18 de mayo de 2018 la propia fiscalía, como señala la juez en su escrito, «por escrito de entrada, en el juzgado de instrucción numero 49 de Madrid- insta el sobreseimiento y archivo de las actuaciones por los motivos que alega en el extenso escrito presentado».
La propia juez del juzgado de instrucción número 49 de Madrid —Josefa Bustos Manjon— decreta el 25 de mayo de 2018 «al no aparecer debidamente justificada la perpetración de los delitos que ha dado lugar a la formación de la causa» el sobreseimiento y archivo de las actuaciones.
En esos dos años de investigación y en los años de actuación pública se produjeron noticias de prensa, que tras la investigación quedaron archivadas y, por tanto, legales y transparentes.

## Obras publicadas
- Financiación de las comunidades autónomas y corresponsabilidad fiscal. Valencia: Fundación Bancaja, 1996.  ISBN: 84-88715-54-4
- Análisis del sistema de financiación autonómica: bases para un nuevo modelo. Valencia: Fundación Bancaja, 2000. ISBN: 84-89413-72-X
- El ahorro en España: marco fiscal y financiero. Alicante: CAM, 2002. D.L. A. 1114-2002
- Fiscalidad y estado del bienestar, en Revista Valenciana de Hacienda Pública, enero-abril de 1998, ISSN: 0214-6819
- La defensa de la competencia por parte de las comunidades autónomas: El caso de la Comunidad Valenciana. Valencia: Fundación Bancaja 2005. ISBN: 84-8471-101-3
- Apuesta por España. Valencia: Redactors i Editors S.L., 2008. ISBN: 9788496785410
- Cartas desde tres parlamentos. Barcelona: Editorial Planeta, S.A., 2009. ISBN:  978-84-08-08693-2

Colaboración en otras publicaciones
- Una reforma fiscal para España. Madrid: LID Editorial Empresarial, S.L., 1996 ISBN: 84-88717-10-5
- Estado del bienestar: perspectivas y límites. Cuenca: Ediciones de la UCLM, 1998. ISBN: 84-89958-25-4
- Un pacto local para el siglo XXI: reflexión abierta desde la Comunidad Valenciana. Valencia:  Fundació Vives Per L'Humanisme i La Solidaritat, 1999. ISBN: 84-607-0109-3
- El papel de las regiones en la Unión Europea. Valencia: A.G. Soler, S.A., 1998. D.L.V. 4764-1998
- El nuevo IRPF tras la reforma. Barcelona: Bancaja, 2000. D.L. B. 5594-2000
- Deporte…y más. Madrid: Comunidad de Madrid. Publicaciones Oficiales, 2003. ISBN: 84-451-2492-7